# 장암 조화진·손부 전주이씨 정려
장암 조화진·손부 전주이씨 정려는 충청남도 부여군 장암면 상황리에 있는 정려이다. 2019년 12월 20일 부여군의 향토문화유산 제148호로 지정되었다.

## 지정 사유
정려각 내부에는 조부인 조화진(1719~1755)과 손부인 전주이씨(1790~1844)의 명정 현판이 게판되어 있으며, 순조 13년(1813) 및 철종 5년(1854)에 정려가 내려졌다. 한 집안에서 조손이 효자와 열녀로 정려를 받은 경우는 많지 않다. 원래 정려각이 따로 있었으나, 후일 전주이씨 정려각이 화재로 소실되어 부득이하게 한 곳에 명정 현판을 걸게 되었다고 한다. 시조부와 손부가 대를 이어 정려를 받았다는 점에서 해당 가문뿐만 아니라 부여군의 정신사적인 면에서도 기릴만한 가치가 충분하다고 판단되어 부여군 향토문화유산으로 지정되었다.